# アラン・ベラスコ
アラン・ベラスコ（2002年7月27日 - ）はアルゼンチンのサッカー選手。ポジションはFW。FCダラス所属。

## 経歴
2012年、CAインデペンディエンテのユースチームに入る。16歳の時にはトップチームに昇格すると、同2018-19シーズンのコパ・スダメリカーナではベンチ入りを果たした。5月28日のセカンドレグでまたもベンチ入りをすると、アディショナルタイムに途中出場しプロデビューを果たした。
2022年2月1日、FCダラスに4年契約で移籍した。

### 代表歴
アルゼンチンU-17代表に召集され、2019年10月には2019 FIFA U-17ワールドカップのメンバーに選ばれているが、ベスト16で敗れている。